# Дамс, Маттео
Матте́о Дамс (нидерл. Matteo Dams; 9 марта 2004, Брасхат) — бельгийский футболист, защитник клуба «Аль-Ахли» и молодёжной сборной Бельгии.

## Клубная карьера
Начал заниматься футболом в академии клуба ПСВ, к которой присоединился в 2012 году. В июне 2021 года подписал с клубом свой первый профессиональный контракт. 21 января 2022 года дебютировал в профессиональном футболе за фарм-клуб «Йонг ПСВ» в матче Ээрстедивизи против роттердамского «Эксельсиора». В июне 2023 года подписал новый контракт с клубом до 2024 года с опцией продления ещё на один год. 6 октября 2023 года в матче Ээрстедивизи против «МВВ Маастрихт» забил свой первый гол в карьере.
4 августа 2024 года дебютировал в основном составе ПСВ в матче за Суперкубок Нидерландов против «Фейеноорда», заменив Йерди Схаутена. 10 августа того же года, выйдя на замену Оливье Боскальи в поединке против «Валвейка» дебютировал в Эредивизе. 17 сентября 2024 года в матче общего этапа Лиги чемпионов УЕФА против итальянского «Ювентуса» дебютировал в еврокубках, выйдя в стартовом составе.
29 января 2025 года перешел в саудовский клуб «Аль-Ахли», подписав четырёхлетний контракт. Сумма трансфера составила около 10 млн евро.

## Карьера в сборной
Выступал за сборные Бельгии до 15 и 16 лет.
В ноябре 2024 года получил первый вызов в молодёжную сборную Бельгии[14][15], за которую в итоге дебютировал 15 ноября в стыковом матче отборочного турнира к чемпионату Европы 2025 года против Чехии.